# رشید (شهر)

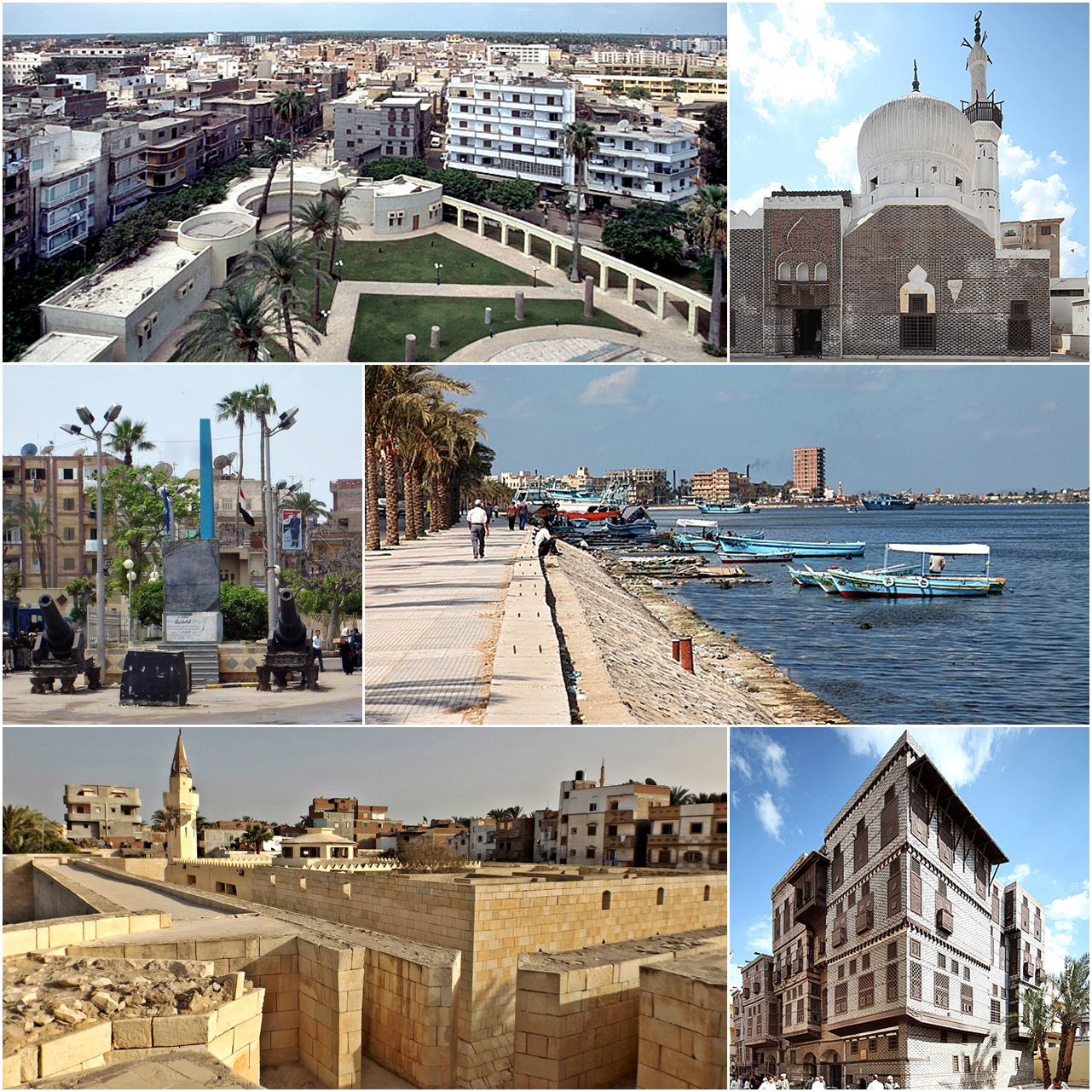
رشيد

رزتا (به عربی: رشید) شهری است بندری در ساحل مدیترانه‌ای مصر که در ۶۵ کیلومتری اسکندریه در استان بحیره قرار دارد. این شهر ۸۰۰ سال پیش از میلاد یافت شده‌است.
با کاهش قدرت شهر اسکندریه به سال ۱۵۱۷م. زمانی که مصر تحت فرمان عثمانی‌ها درآمده بود، شهر رشید رونق چشمگیری یافت. در قرن ۱۹م. رشید به یک محل توریستی عالی برای انگلیسی‌ها تبدیل شد که می‌توان دلایل آن را کاخ‌های زیبای عثمانی، مزارع مرکبات و نظافت شهر نام برد.
شهر رشید در غرب با نام "رزتا" معروف شد. نامی که در لشکرکشی ناپلئون به مصر فرانسوی‌ها از آن استفاده می‌کردند. "رزتا استون"(سنگ رزتا) نیز نام خود را از شهر رزتا که سربازان فرانسوی- در قرن ۱۸م. - آن را در این مکان پیدا کردند، گرفته‌است.
سنگ روزتا که ژان فرانسوا شامپولیون، دانشمند فرانسوی، توانست از روی نوشته‌های آن خط هیروگلیف را کدگشایی کند در این شهر یافت شده‌است. این سنگ در حال حاضر در موزه بریتانیا در لندن قرار دارد و یکی از گنجینه‌های این موزه محسوب می‌شود. موضوع بازگرداندن آن به مصر همواره میان دولت‌های دو کشور مطرح بوده‌است.

## تاریخچه
رزتا جانشین مدرن شهر تاریخی "بالبیتین" که با خود رزتا فاصله چندانی ندارد، است. در قرون وسطا نیز به خاطر اهمیت بازرگانی آن پیوسته رونق و توسعه یافت. اما با ساخت "کانال محمودیه" و گسترش و توسعه بندرگاه اسکندریه اغلب تجارت‌ها به این مکان واگذار شد.

## جمعیت
جمعیت رشید از دهه ۱۹۸۰م. روبه رشد یافت:
- ۱۹۸۳: ۳۶۷۱۱ (تقریبی)
- ۱۹۸۶: ۵۱۷۸۹
- ۱۹۹۶: ۵۸۴۳۲

## نگارخانه

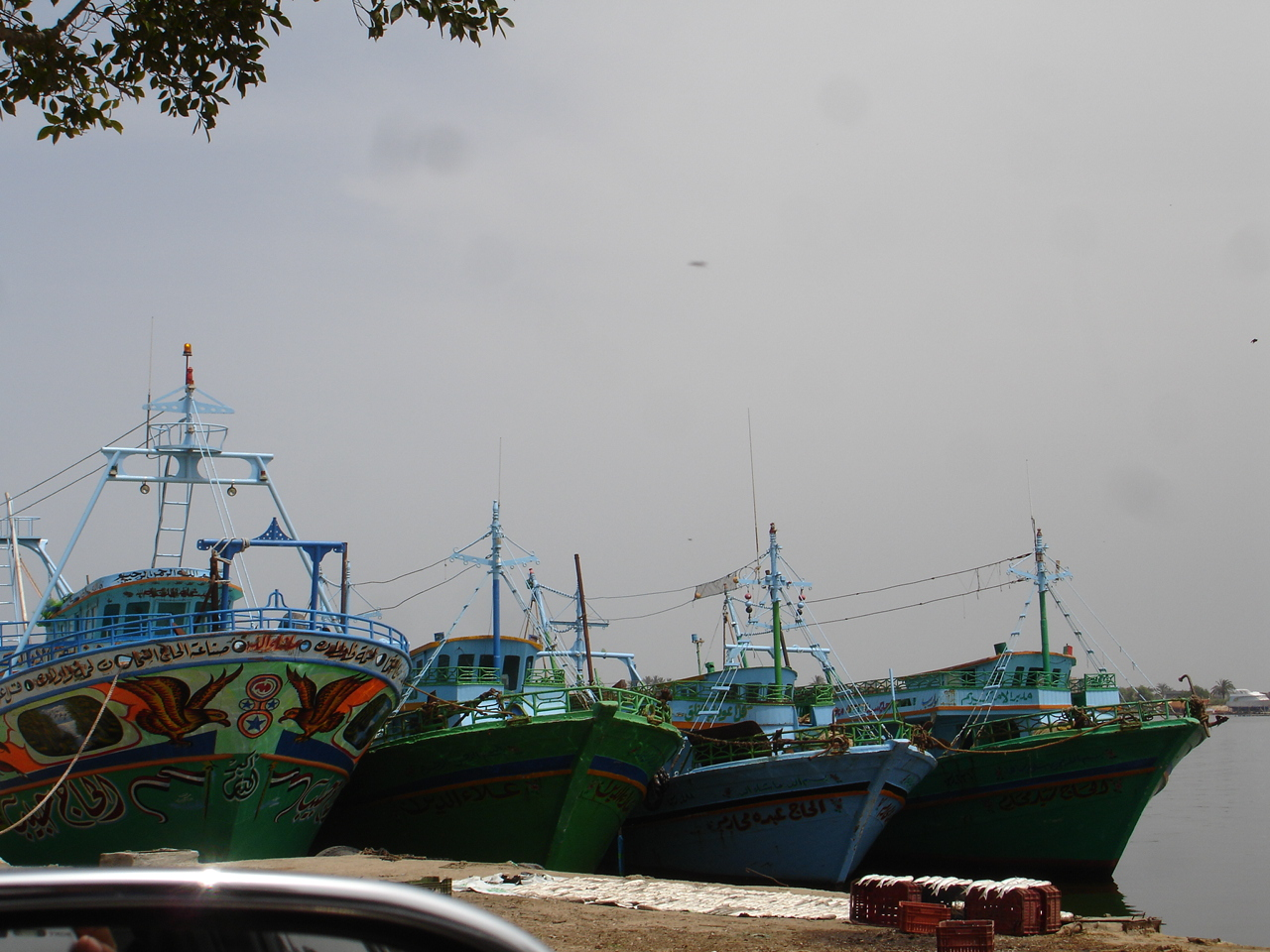
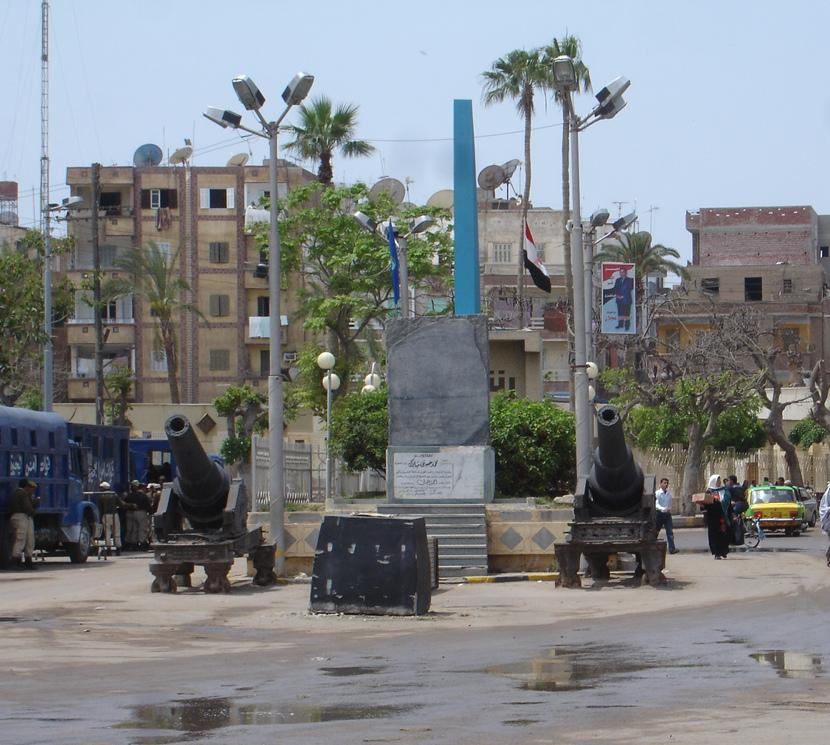